# Velling Mærsk
Velling Mærsk er et område på østbredden af Ringkøbing Fjord og vest for Lem.
Området består flade marker.
Vindmølleparker i området har givet det betegnelsen "vindindustriens svar på Silicon Valley" og området er udpeget som testcenter for vindmøller på over 150 meter..